# Tanygnathus
Tanygnathus is een geslacht van vogels uit de familie Psittaculidae (papegaaien van de Oude Wereld).

## Soorten
Het geslacht kent de volgende soorten:
- Tanygnathus everetti  – Filipijnse blauwstuitpapegaai
- Tanygnathus gramineus  – Zwartteugelpapegaai
- Tanygnathus lucionensis  – Blauwnekpapegaai
- Tanygnathus megalorynchos  – Dikbekpapegaai
- Tanygnathus sumatranus  – Sulawesiblauwstuitpapegaai